# Hôtel des Tournelles

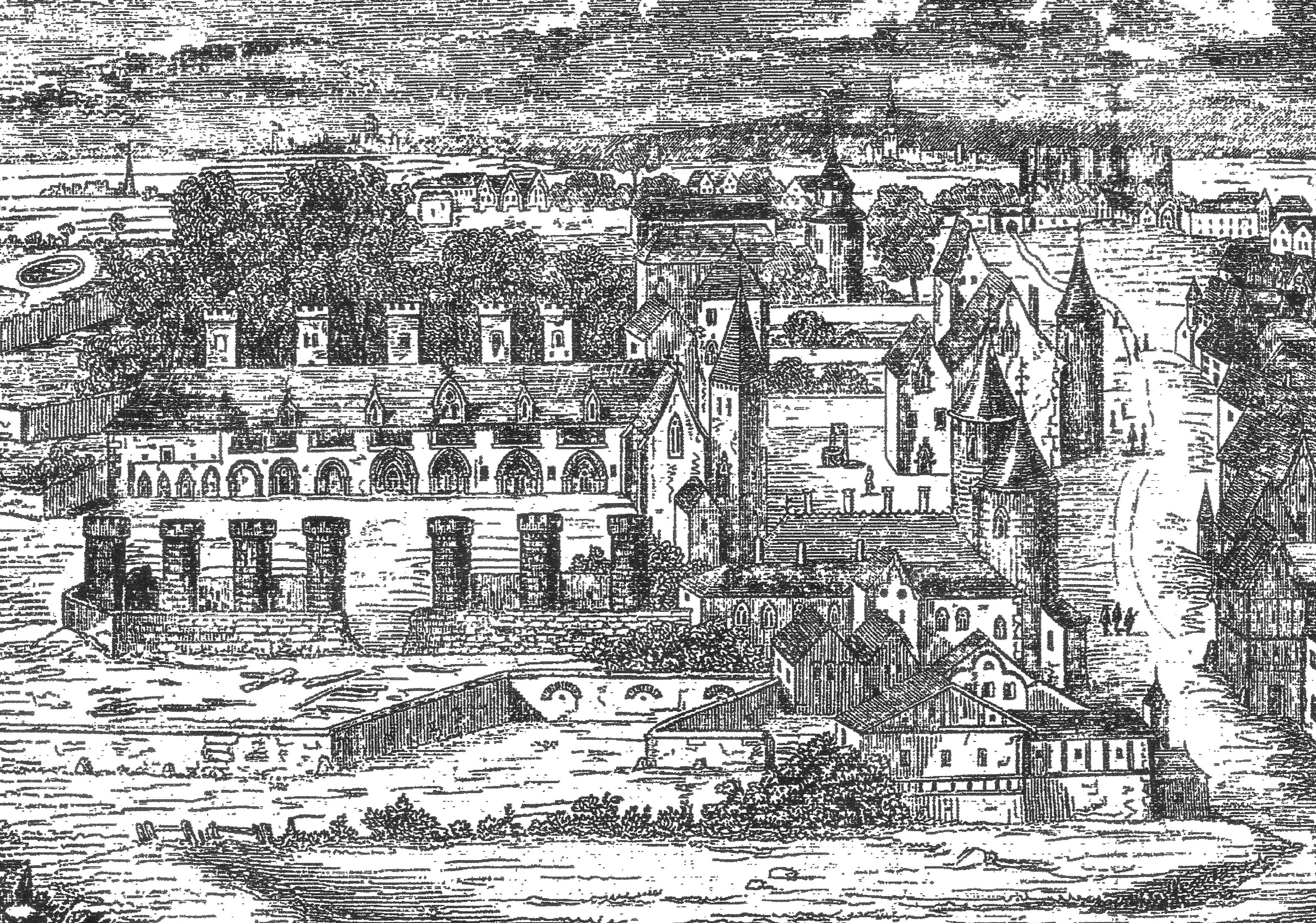
Hôtel des Tournelles.

Das Hôtel des Tournelles (oder einfach Les Tournelles) war eine der bevorzugten Residenzen der königlichen Familie Frankreichs aus dem Haus Valois ab der Mitte des 15. Jahrhunderts bis zur Mitte des 16. Jahrhunderts. 
Es befand sich im heutigen 4. Arrondissement in Paris fast am damaligen Rand der Stadt, in unmittelbarer Nähe der Porte Saint-Antoine, vor allem aber der Bastide Saint-Antoine, der Bastille.

## Geschichte
Das Hôtel des Tournelles war eine Festung, eine Residenz, ein Gefängnis, eine Menagerie und ein Landhaus. Es nahm die beiden Häuserblocks ein, die heute zwischen der Rue Saint-Antoine und der Place des Vosges stehen, mit der Rue de Birague (die damals nicht existierte) in der Mitte. Es wurde im Osten von der Rue des Tournelles begrenzt, im Westen (in seiner größten Ausdehnung) von der heutigen Rue Turenne.
Pierre d’Orgemont, Kanzler von Frankreich von 1373 bis 1380, hatte die Fundamente 1388 zu einem Haus, dem Hôtel d’Orgement, unmittelbar westlich der fünf Jahre zuvor fertig gewordenen Bastille gelegt. Er starb 1389. Sein Sohn Pierre, der Bischof von Paris, verkaufte es 1402 an den Herzog Johann von Berry für 14.000 Gold-Écu. Dieser tauschte das Gebäude 1404 mit dem Herzog Ludwig von Orléans gegen ein Hôtel in der Rue de Jouy. 1407 wurde der Herzog von Orléans ermordet, und das Hotel ging an seine Erben über.
Karl VI. der Wahnsinnige (König von 1380 bis 1422) wohnte hier während seiner Erkrankung, ebenso seine Frau Isabeau, der ein Verhältnis mit Herzog Ludwig nachgesagt wird.
Nach der Flucht des Dauphins, des späteren Königs Karl VII., vor den Bourguignons 1418 und der Besetzung von Paris durch die Engländer wurde das Haus von John of Lancaster, 1. Duke of Bedford besetzt, der bis 1430 Paris beherrschte. Er ließ es zu seinem privaten Gebrauch neu bauen, wofür er 1425 dem benachbarten Konvent Sainte-Cathérine für 200.000 Livres ein Dutzend Morgen Land abkaufte, um das Hôtel weiter nach Westen ausdehnen zu können. Nachdem die Engländer 1436 vertrieben worden waren, gab Karl VII. den alten Teil des Hôtels an das Haus Orléans zurück. Das Hôtel d’Orgement gehörte nun Graf Johann von Angoulême und hieß Hôtel d’Angoulême. Der Grundstücksverkauf von 1425 wurde 1437 annulliert, ohne dass die Nonnen das Geld zurückgeben mussten. 1445 wurde der neue Teil von den Gefängnissen befreit, die die Engländer dort eingerichtet hatten. Er hieß nun Hôtel du Roi.
1464 ließ Ludwig XI. eine Galerie bauen, die die Rue Saint-Antoine überquerte und am Hôtel-Neuf (oder Hôtel du Petit-Musc) der Madame d’Étampes endete. Darüber hinaus ließ er das Hôtel du Roi renovieren. 
1467 erbte Marguerite de Rohan, Johanns Witwe, das Hôtel d’Angoulême, 1486 ging es an ihren Sohn Karl von Angoulême über, dessen Sohn Franz nach dem kinderlosen Tod Ludwigs XII. als Franz I. den Thron bestieg. Das Hôtel d’Angoulême und das Hôtel du Roi wurden nun wieder zusammengelegt, das Gebäude hieß jetzt Hôtel des Tournelles. Franz I. wohnte hier jedoch nicht, sondern überließ es seiner Mutter Luise von Savoyen († 1531).
Ludwig XII. starb am 1. Januar 1515 im Hôtel du Roi.
Auch Anne de Pisseleu d’Heilly, seit 1526 die Geliebte Franz’ I. und seit 1533 Herzogin von Etampes, lebte hier, ebenso wie Diana von Poitiers, die Geliebte Heinrichs II. seit 1538, Heinrich II. selbst jedoch nicht.
1547 wurden im Hôtel des Tournelles die Feierlichkeiten zur Krönung Heinrichs II. und Katharina von Medici begangen. 1554 ließ der König zwei neue Pferdeställe bauen.
1559 wurden auch die Feierlichkeiten anlässlich der Unterzeichnung der Verträge von Cateau-Cambrésis hier abgehalten. Bei einem Turnier auf der Rue Saint-Antoine wurde Heinrich II. am 30. Juni schwer verletzt. Er starb am 10. Juli im benachbarten Hôtel des Tournelles.
Heinrichs Sohn und zweiter Nachfolger Karl IX. befahl am 28. Januar 1564 den Abriss des Hôtels. Es wurden Pläne angefertigt, die Parzellen wurden verkauft, die Gebäude jedoch nicht angetastet.
Katharina von Medici wiederum hatte bei den 1554 errichteten neuen Ställen einen Pferdemarkt eingerichtet, den Marché aux Chevaux. Hier auf diesem Pferdemarkt fand am 27. April 1578 das Duell der Mignons zwischen Favoriten des Königs (Heinrichs III.) und des Herzogs von Guise (Henri I. de Lorraine, duc de Guise) statt.
Im Januar 1589 diente der Hof des Hôtels als Militärgelände für jene Söldner, die für die Verteidigung der Stadt gegen Heinrich von Navarra eingestellt wurden.
Im August 1603 beschloss Heinrich von Navarra, jetzt König Heinrich IV. von Frankreich, die Gründung einer Manufaktur für Seide, Gold und Silber, für die im Januar 1604 2,5 Hektar in der Nähe der Bastille zur Verfügung gestellt. Im März wurde entschieden, vor der Manufaktur einen Platz bauen zu lassen, im Juli begannen die Bauarbeiten: das Hôtel des Tournelles muss nun endgültig für die Bauten an der Place Royale, der späteren Place des Vosges weichen.
An das Hôtel des Tournelles erinnern in Paris noch die Rue des Tournelles, die an der Ostseite des ehemaligen Palais des Tournelles entlang verläuft.